# ゼンダ城の虜 (1979年の映画)
『ゼンダ城の虜』（The Prisoner of Zenda）は、1979年のアメリカ合衆国の映画。アンソニー・ホープによる同名小説をコメディ映画化した作品。
リチャード・クワイン監督の作品で、出演はピーター・セラーズなど。

## ストーリー
ルリタニア国王ルドルフ4世は、自分の80歳の誕生日を記念して単独で気球に乗り国内を視察するが、気球が樹上に不時着した後、地上の井戸に転落して死去する。王位継承を確実なものにするため、家臣のサプト将軍と甥のフリッツはロンドンに向かう。ロンドンでは、亡き王の息子ルドルフ5世がカジノなどの遊戯施設で気ままな日々過ごしているのである。しかし、ルドルフ5世のやや頭のおかしい異母弟マイケルは、自分の方が王位継承に相応しいと思っており、ロンドンに暗殺者を送り込む。辻馬車の御者シドニー・フルーインはルドルフを暗殺者から偶然、護ることになる。シドニーは、実は亡き王がイギリス人女優との間に儲けた息子なのである。シドニーとルドルフ5世が極めて似ていることに気付いたサプト将軍はシドニーを、表向きは新王の御者として、実際は影武者の役目を担わせるために強引に雇う。しかし、マイケルの手下による襲撃の最中に、王室衛兵がフルーインを新しい王と呼んだことからこの策略はすぐに見破られ、そっくりな2人は顔を合わせることとなる。
護衛が不在にしている隙にルドルフは捕らえられ、マイケルのゼンダ城に連れて行かれて幽閉されてしまう。やむを得ず、フルーインは戴冠式の間、王のふりをすることになる。ルドルフの婚約者と決められているフラビア王女は、目ざとくこの策略を見抜き、フルーインとサプト将軍が彼女に実情を打ち明けると、彼女はすぐにフルーインの信頼出来る味方、そして恋人になる。この策略を複雑にしているのは、フルーインの側では、妻がルドルフに夢中になっている嫉妬深いモンパルナス伯爵が、そしてマイケルの側では、マイケルがフラビア王女と結婚する可能性に激しく嫉妬している愛人のアントワネットである。そしてアントワネットは、マイケルの副官で少し精神が不安定なルパート・フォン・ヘンザウの恋の対象となっているのである。
ルドルフ暗殺の試みが何度か失敗した後、マイケルはフルーインを罠にかけようとする。その罠は失敗し、フルーインはヘンザウの馬車の御者に扮してゼンダ城内に入り込むが、そこで変装がバレて捕らえられてしまう。フルーインとルドルフはアントワネットの助けを借りて牢獄から逃げ出し、サプト将軍とその部下がゼンダ城に到着すると、ヘンザウはルドルフ側に寝返り、マイケルと戦うフルーインとルドルフを助け、城門を開けて馬で走り去る際に、来週任務に戻るとサプト将軍に告げる。マイケルとその手下はルドルフとフルーインを捕らえようとするが、2人は城壁から堀に飛び降り、サプトはマイケルを反逆罪で捕らえる。
その後、ルドルフは自分はフルーインだと正体を偽ってロンドンに居座り、モンパルナス伯爵夫人とカジノにうつつを抜かす一方、フルーインはフラビア王女と結婚してルリタニアの王となる。

## キャスト
| 役名                 | 俳優                     | 日本語吹き替え                  | 日本語吹き替え |
| 役名                 | 俳優                     | テレビ版                        | 機内上映版     |
| -------------------- | ------------------------ | ------------------------------- | -------------- |
| ルドルフ王           | ピーター・セラーズ       | 古川登志夫                      | 黒沢良         |
| ルドルフ皇太子       | ピーター・セラーズ       | 古川登志夫                      | 黒沢良         |
| シド・フルーイン     | ピーター・セラーズ       | 古川登志夫                      | 黒沢良         |
| フラビア姫           | リン・フレデリック       | 川浪葉子                        |                |
| サプト将軍           | ライオネル・ジェフリーズ | 亀井三郎                        |                |
| モンパルナス伯爵夫人 | エルケ・ソマー           |                                 |                |
| モンパルナス伯爵     | グレゴリー・シエラ       | 筈見純                          |                |
| マイケル王子         | ジェレミー・ケンプ       | 西村知道                        |                |
| アントワネット       | カトリーヌ・シェル       | 竹口安芸子                      |                |
| フリッツ             | サイモン・ウィリアムズ   | 山口健                          |                |
| ヘンツァウのルパート | スチュアート・ウィルソン | 大塚芳忠                        |                |
| その他               | N/A                      | 田口昂 大滝進矢 塩屋浩三 島香裕 |                |
|                      |                          |                                 |                |
| 演出                 | 演出                     | 左近允洋                        |                |
| 翻訳                 | 翻訳                     | 高橋京子                        |                |
| 制作                 | 制作                     | グロービジョン                  |                |

## スタッフ
- 監督：リチャード・クワイン
- 製作：ウォルター・ミリッシュ
- 原作：アンソニー・ホープ
- 脚本：ディック・クレメント、イアン・ラ・フレネ
- 撮影：アーサー・イベットソン
- 特殊効果：アルバート・ホイットロック
- 音楽：ヘンリー・マンシーニ